# 큰징거미새우

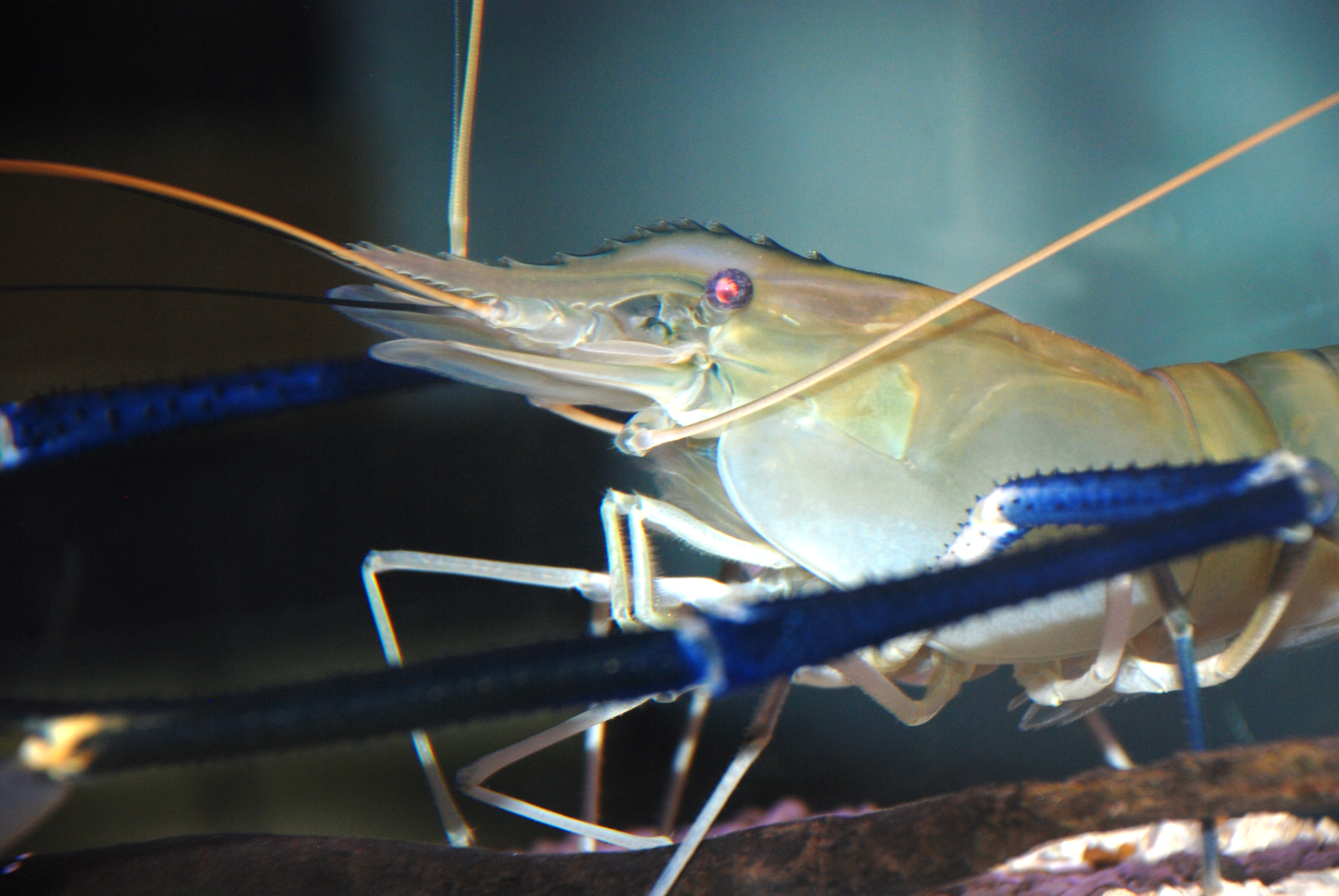
큰징거미새우 머리

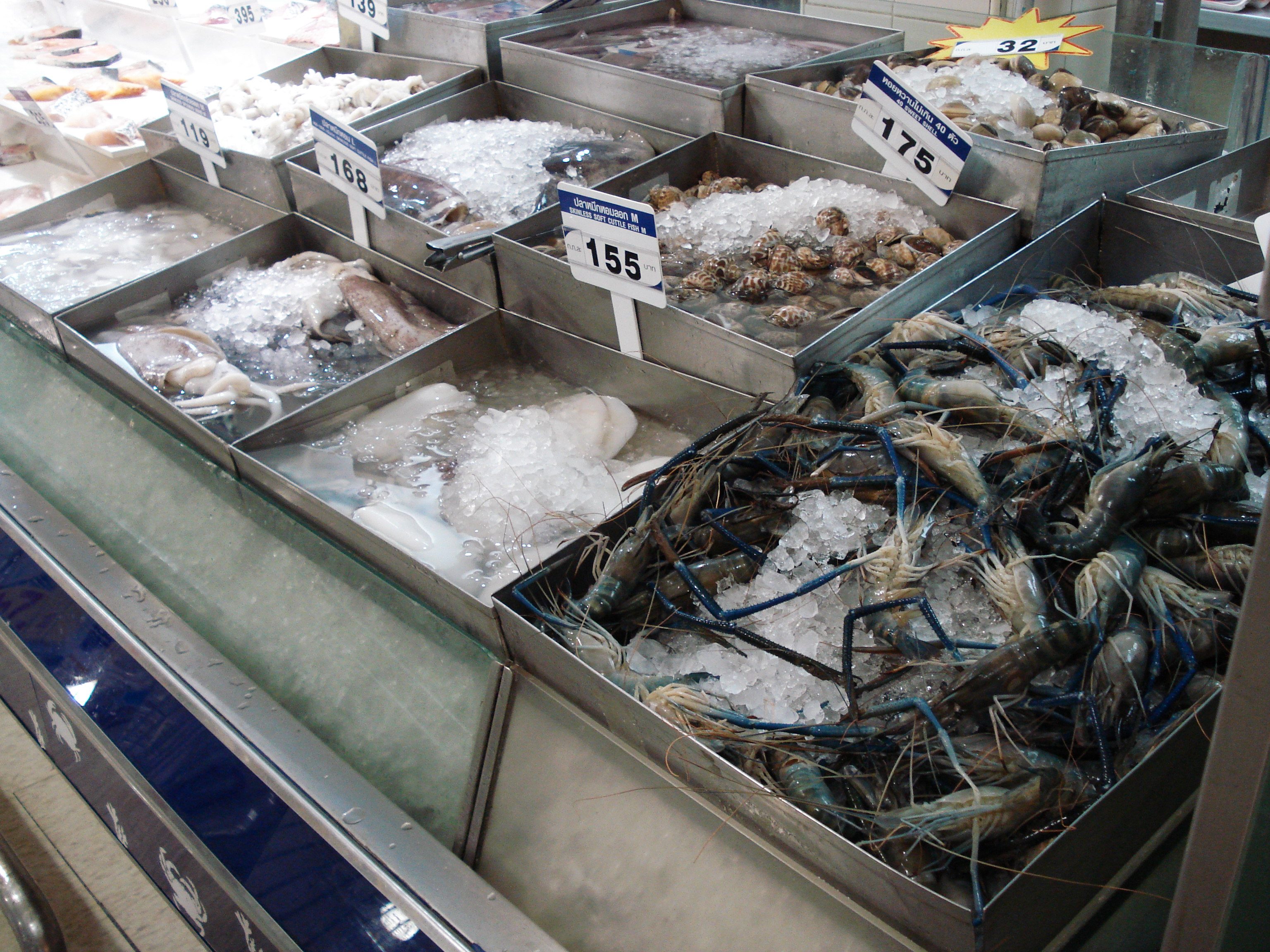
태국 우돈타니의 한 슈퍼마켓에 진열된 큰징거미새우.

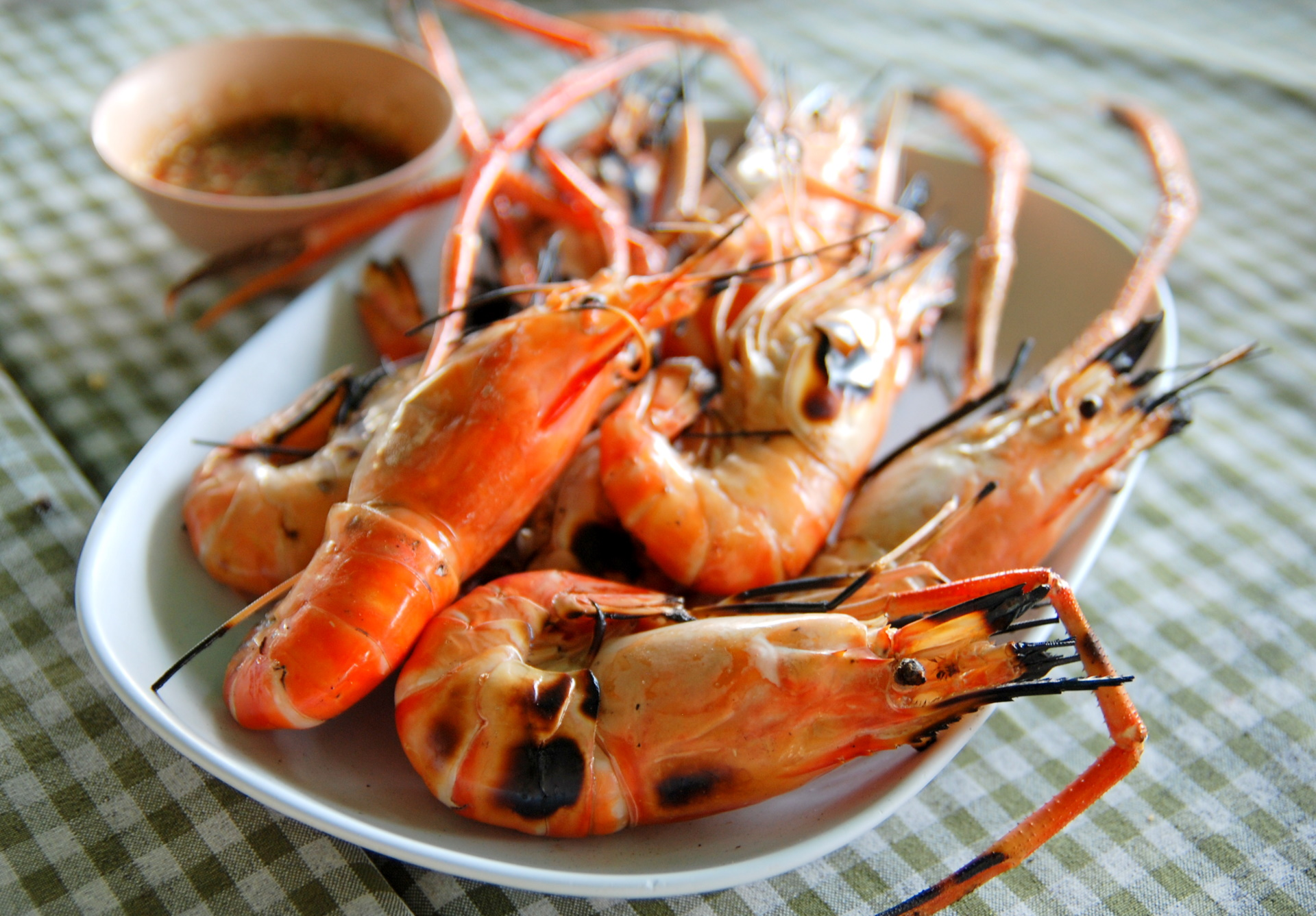
태국식 큰징거미새우 구이.

큰징거미새우(Giant river prawn)는 징거미새우과의 민물새우이다. 태국이나 대만 등 아열대성 지역에서 자라며 수컷이 체장 약 40cm, 400g까지 자라는 세계 최대의 민물새우다. 고급 식재료로 인기가 높아 수산업의 주요한 소득원이다. 큰징거미새우는 6∼9개월 만에 최대 300~400g까지 성장이 가능하고 1kg당 4∼6만원을 호가하는 품종으로 부가가치가 높아 국립수산과학원의 양식기술개발 보급으로 인하여 대한민국 어업에서도 양식산업화가 활발히 추친되고 있는데, 2012년 국립해양수산연구소가 치어부화에 성공한 것을 계기로 수많은 양식시도가 있었지만 대량생산에는 실패했다. 그러나 충남수산연구소가 대량 양식에 성공세를 보인 이후로 경북 토속어류산업화센터에서 바이오플릭 기술을 이용한 정화기술 개발, 양식 공간 확보 문제와 서로 잡아먹는 공식 현상을 해결해 대량 종묘생산에 성공하여 대량생산을 통한 소득증대에 큰 영향을 미칠 것으로 생각된다.